# در برج سنبله
در برج سنبله (دانمارکی: I Jomfruens tegn) که در کشورهای انگلیسی‌زبان با نام شیرینی دانمارکی (انگلیسی: Danish Pastries) اکران شد، یک فیلم اروتیک کمدی دانمارکی است که در سال ۱۹۷۳ منتشر شد. این فیلم، نخستین فیلم از مجموعه فیلم‌های زودیاک (مجموعه‌ای از فیلم‌های کمدی جریان اصلی) است که حاوی صحنه‌های سکس هاردکور است.

## گزیدهٔ بازیگران
- سیگه هورنه-راسموسن
- اوله سولتوفت
- بنت واربورگ
- بیورن پوگارد-مولر
- انه بی واربورگ